# Trop petit mon ami
Pour plus de détails, voir Fiche technique et Distribution.
Trop petit mon ami est un film français réalisé par Eddy Matalon et sorti en 1970.

## Synopsis
Ticky Edriss, un nain (Michael Dunn), met au point une machination destinée à le venger de la société et à extorquer une banque : faisant passer la jeune Christine Mars (Jane Birkin) pour la fille du directeur de l'établissement (Jean-Claude Michel) qu'il n'a pas vue grandir, Ticky se ménage habilement l'accès aux riches contenus des coffres forts avec l'aide de Philippe Algir, un dangereux tueur (Bernard Fresson). Pendant ce temps, la double enquête de la police (Claude Brasseur et André Pousse) sur un supposé suicide et un assassiné à l'arme à feu semble au point mort.

## Fiche technique
- Titre : Trop petit mon ami
- Réalisation : Eddy Matalon assisté d'Alain Lavalle
- Scénario :  Jean-Claude Grumberg et Sady Rebbot d'après un roman de James Hadley Chase
- Production : Les Films Corona
- Distribution : MGM
- Photographie : Jean-Jacques Tarbès
- Musique : William Sheller
- Montage : Jacques Doillon, Françoise Garnault
- Genre : film policier
- Durée : 80 minutes
- Date de sortie : 
  - France : 15 septembre 1970

## Distribution
- Jane Birkin : Christine Mars / Christine Devone
- Michael Dunn (voix doublée par Roger Carel) : Tiky Edriss
- Bernard Fresson : Philippe Algir
- Claude Brasseur : L'inspecteur Hess
- André Pousse : L'inspecteur Terrell
- Sady Rebbot : L'inspecteur Lepsky
- Roger Blin : Boris
- Martine Renaud : Patricia Devone
- Jean-Claude Michel : Robert Devone
- André Julien : Le cireur
- Armand Meffre : Le sculpteur
- Billy Kearns : Wanassee
- Jacques Hilling : Le médecin légiste
- Andrée Tainsy : Mme Herbin
- Jean-Pierre Lituac : Le directeur du collège